# Epifenomen
Un epifenomen (del grec ἐπί 'sobre' i Φαινόμενoν 'fenomen') en filosofia és un fenomen secundari que acompanya o segueix un fenomen primari sense constituir part essencial d'aquest i sense que aparentment tingui influència.
El concepte d'epifenomen és seguit especialment pel materialisme psicofísic i els psicòlegs que sostenen l'origen somàtic de l'emoció per als qui la sensació de plaer o de dolor d'una emoció és l'efecte d'un canvi fisiològic que ho mostra. També consideren l'ànima, pensament o ment com un epifenomen de l'activitat cerebral.

## En metafísica
El problema dels epifenòmens sol ser un contraexemple de les teories de la causalitat i s'identifica amb situacions en què un esdeveniment E és causat (o es diu que és causat) per un esdeveniment C, que també causa (o es diu que causa) un esdeveniment F. Per exemple, si fem una anàlisi contrafactual hipotètica simplificada de causalitat que el significat de les proposicions sobre relacions causals entre dos esdeveniments A i B pot explicar-se en termes de condicionals contrafàctics de la forma 'si A no hagués passat, llavors B no hauria passat'. Si suposem que C causa necessàriament E i que C té necessàriament un epifenomen F; llavors tenim que si E no hagués passat, llavors F tampoc no hauria passat. Però d'acord amb l'anàlisi contrafactual de la causalitat, la proposició que existeix una dependència causal de F sobre E és vertadera; és a dir, des d'aquest punt de vista, E causa F. Atès que això no està en línia amb la forma en què habitualment es parla de la causalitat (no es diria que E causa F), una anàlisi contrafactual sembla insuficient.

## En filosofia de la ment i psicologia
Un epifenomen pot ser un efecte de fenòmens primaris, però no pot afectar un fenomen primari. En filosofia de la ment, l'epifenomenalisme és la visió que els fenòmens mentals són epifenòmens en el sentit que poden ser causats per fenòmens físics, però no poden causar fenòmens físics. En l'epifenomenalisme fort, els epifenòmens que són fenòmens mentals només poden ser causats per fenòmens físics, no per altres fenòmens mentals. En l'epifenomenalisme feble, els epifenòmens que són fenòmens mentals poden ser causats tant per fenòmens físics com per altres fenòmens mentals, però els fenòmens mentals no poden ser la causa de cap fenomen físic.
El món físic opera independentment del món mental en l'epifenomenalisme. El món mental existeix com un univers paral·lel derivat del món físic, afectat pel món físic (i per altres epifenòmens en l'epifenomenalisme feble), però no pot tenir un efecte en el món físic. Les versions instrumentalistes de l'epifenomenalisme permeten que alguns fenòmens mentals causin fenòmens físics, quan aquests fenòmens mentals poden ser estrictament analitzables com resums de fenòmens físics, preservant la causalitat del món físic per ser estrictament analitzable per altres fenòmens físics.

## En medecina
En el seu sentit més ample, implica una relació causal entre els fenòmens; l'epifenomen és una conseqüència del fenomen primari. Aquesta és l'accepció que es relaciona amb l'epifenomenalisme.
Tanmateix, en medecina aquesta relació generalment no està implícita, i la paraula s'empra sovint en el sentit que un epifenomen pot ocórrer de manera independent, i es denomina epifenomen perquè no és el fenomen primari en estudi o perquè només la correlació, no la causalitat, és coneguda o sospitada. En aquest sentit, dir que X està associat amb Y com un epifenomen és preservant un reconeixement que la correlació no implica causalitat. Els signes clínics, símptomes, síndromes i factors de risc poden ser epifenòmens en aquest sentit. Per exemple, tenir un risc més gran de càncer de mama concorrent amb la presa d'un antibiòtic és un epifenomen. No és l'antibiòtic el que causa l'augment de risc, sinó l'augment de la inflamació associada amb la infecció bacteriana que va provocar la presa de l'antibiòtic. La metàfora d'un arbre és una manera d'ajudar a explicar la diferència a algú que vol comprendre el mecanisme. Si la infecció és l'arrel de l'arbre i la inflamació n'és el tronc, llavors el càncer i l'antibiòtic són dues branques; l'antibiòtic no és el tronc.